# Casa Fumàs
La Casa Fumàs és una masia del poble de Tercui, a l'antic terme de Sapeira, pertanyent actualment al municipi de Tremp. Està situada en una carena dos quilòmetres i mig a ponent de Claramunt, i a dos de la Vileta, però sense comunicació directa, que sí que existeix amb Claramunt i amb Tercui. Aquesta carena separa les valls del barranc dels Masets, al nord, i del de la Vileta, al sud.
Es tracta d'una antiga masia. És un conjunt format per diversos edificis annexos els uns amb els altres. Entre aquests es troba l'habitatge i altres edificacions complementàries (forn, corrals i pallers). L'habitatge és un edifici de planta quadrangular que consta de planta, pis i golfes. Està construït amb pedra del país, a base de carreus irregulars rejuntats amb fang; el parament es troba a pedra vista. Les finestres tenen llinda de fusta i la porta d'accés, de grans dimensions, és d'arc adovellat. A sobre la porta hi ha un balcó, amb barana de ferro, que sobresurt del parament. La coberta és a doble vessant i està construïda a partir de l'embigat de fusta cobert amb llosa.